# Campeonato de Primera D 2000-01
El Campeonato de Primera D 2000-01 fue la quincuagésima primera edición de la categoría. Se disputó desde el 2 de septiembre de 2000 hasta el 16 de junio de 2001. 
Los nuevos participantes fueron: Ferrocarril Urquiza, que volvió de la desafiliación y los descendidos de la Primera C, Defensores Unidos y Deportivo Riestra. El torneo estuvo conformado por 16 equipos, que jugaron dos torneos de 15 fechas cada uno. 
El primero de la temporada, denominado Apertura 2000 el ganador, que finalizó invicto, fue Villa San Carlos. En el segundo, denominado Clausura 2001, se proclamó ganador también invicto Acassuso. Ambos equipos clasificaron con ventaja deportiva a las semifinales del cuadrangular para definir al campeón de la temporada. 
Luego de vencer a Central Ballester y Fénix, clasificados al cuadrangular por su ubicación en la tabla de posiciones general, ambos campeones disputaron la final en la cual resultó victorioso Acassuso, que se proclamó campeón y obtuvo el único ascenso que entregó a la Primera C esta edición del campeonato. 
Por otra parte, el torneo determinó la desafiliación por un año del Deportivo Paraguayo, por medio de la tabla de promedios.

## Ascensos y descensos
| Promedio | Desafiliado de la Primera D 1999-00 |
| -------- | ----------------------------------- |
| 15.º     | Atlas                               |

| Reafiliado          |
| ------------------- |
| Ferrocarril Urquiza |

| Posición | Ascendido a la Primera C 2000-01 |
| -------- | -------------------------------- |
| Campeón  | Sacachispas                      |

| Promedio | Descendidos de la Primera C 1999-00 |
| -------- | ----------------------------------- |
| 17.º     | Defensores Unidos                   |
| 18.º     | Deportivo Paraguayo                 |

- De esta manera el número de participantes aumentó a 16 equipos.

## Equipos
| Equipo              | Ciudad             | Estadio                   | Capacidad |
| ------------------- | ------------------ | ------------------------- | --------- |
| Acassuso            | Boulogne           | La Quema                  | 800       |
| Central Ballester   | General San Martín | Monumental de Villa Lynch | 1000      |
| Centro Español      | Haedo              | José María Moraños        | 1500      |
| Claypole            | Claypole           | Rodolfo Vicente Capocasa  | 1000      |
| Defensores Unidos   | Zárate             | Gigante de Villa Fox      | 6000      |
| Deportivo Paraguayo | Buenos Aires       | Juan Antonio Arias        | 3000      |
| Fénix               | Pilar              | Ricardo Puga              | 2500      |
| Ferrocarril Urquiza | Villa Lynch        | Monumental de Villa Lynch | 1000      |
| Juventud Unida      | San Miguel         | Néstor Bedgni             | 3200      |
| Lugano              | Tapiales           | José María Moraños        | 1500      |
| Muñiz               | Muñiz              | Néstor Bedgni             | 3200      |
| Puerto Nuevo        | Campana            | Rubén Carlos Vallejos     | 500       |
| Sportivo Barracas   | Buenos Aires       | Saturnino Moure           | 1500      |
| Victoriano Arenas   | Valentín Alsina    | Saturnino Moure           | 1500      |
| Villa San Carlos    | Berisso            | Genacio Sálice            | 4000      |
| Yupanqui            | Buenos Aires       | Roberto Larrosa           | 4000      |

### Distribución geográfica de los equipos
| Región                                   | Cant. | Equipos |
| ---------------------------------------- | ----- | --- |
| Conurbano bonaerense                     | 10    | Acassuso, Central Ballester, Centro Español, Claypole, Fénix, Ferrocarril Urquiza, Juventud Unida, Lugano, Muñiz y Victoriano Arenas |
| Ciudad de Buenos Aires                   | 3     | Deportivo Paraguayo, Sportivo Barracas y Yupanqui                                                                                    |
| Interior de la provincia de Buenos Aires | 3     | Defensores Unidos, Puerto Nuevo y Villa San Carlos                                                                                   |

## Formato

### Competición
Se disputaron dos torneos: Apertura y Clausura. En cada uno de ellos, los 16 equipos se enfrentaron todos contra todos. Ambos se jugaron a una sola rueda. Los partidos disputados en el Torneo Clausura representaron los desquites de los del Torneo Apertura, invirtiendo la localía. Si el ganador del Torneo Apertura y el Clausura fuera el mismo equipo, sería el campeón. En cambio, si los ganadores fueran dos equipos distintos jugarían un cuadrangular por eliminación directa con los dos equipos mejor ubicados en la tabla general, para determinarlo.

### Ascensos
El único ascenso fue para el campeón.

### Descensos
Al final de la temporada, el equipo con el peor promedio fue suspendido en su afiliación por un año.

## Torneo Apertura 2000

### Tabla de posiciones final
| Pos | Equipo              | PJ | PG | PE | PP | GF | GC | DIF | Pts |
| --- | ------------------- | -- | -- | -- | -- | -- | -- | --- | --- |
| 1   | Villa San Carlos    | 15 | 11 | 4  | 0  | 40 | 9  | 31  | 37  |
| 2   | Acassuso            | 15 | 9  | 4  | 2  | 33 | 13 | 20  | 31  |
| 3   | Fénix               | 15 | 8  | 5  | 2  | 31 | 15 | 16  | 29  |
| 4   | Centro Español      | 15 | 7  | 5  | 3  | 27 | 17 | 10  | 26  |
| 5   | Victoriano Arenas   | 15 | 7  | 3  | 5  | 23 | 18 | 5   | 24  |
| 6   | Defensores Unidos   | 15 | 6  | 4  | 5  | 32 | 26 | 6   | 22  |
| 7   | Central Ballester   | 15 | 6  | 3  | 6  | 21 | 18 | 3   | 21  |
| 8   | Juventud Unida      | 15 | 5  | 6  | 4  | 21 | 23 | -2  | 21  |
| 9   | Ferrocarril Urquiza | 15 | 6  | 3  | 6  | 15 | 17 | -2  | 21  |
| 10  | Claypole            | 15 | 5  | 5  | 5  | 18 | 15 | 3   | 20  |
| 11  | Sportivo Barracas   | 15 | 5  | 4  | 6  | 18 | 18 | 0   | 19  |
| 12  | Puerto Nuevo        | 15 | 4  | 5  | 6  | 18 | 24 | -6  | 17  |
| 13  | Yupanqui            | 15 | 2  | 6  | 7  | 20 | 36 | -16 | 12  |
| 14  | Muñiz               | 15 | 2  | 5  | 8  | 18 | 42 | -24 | 11  |
| 15  | Deportivo Paraguayo | 15 | 2  | 2  | 11 | 11 | 33 | -22 | 8   |
| 16  | Lugano              | 15 | 2  | 2  | 11 | 10 | 32 | -22 | 8   |

|  |                                                                  |
|  | Campeón del apertura. Clasificado a la semifinal por el ascenso. |

## Torneo Clausura 2001

### Tabla de posiciones final
| Pos | Equipo              | PJ | PG | PE | PP | GF | GC | DIF | Pts |
| --- | ------------------- | -- | -- | -- | -- | -- | -- | --- | --- |
| 1   | Acassuso            | 15 | 10 | 5  | 0  | 38 | 11 | 27  | 35  |
| 2   | Villa San Carlos    | 15 | 11 | 1  | 3  | 39 | 16 | 23  | 34  |
| 3   | Fénix               | 15 | 9  | 2  | 4  | 31 | 16 | 15  | 29  |
| 4   | Central Ballester   | 15 | 8  | 5  | 2  | 26 | 11 | 15  | 29  |
| 5   | Sportivo Barracas   | 15 | 9  | 1  | 5  | 45 | 23 | 22  | 28  |
| 6   | Juventud Unida      | 15 | 8  | 3  | 4  | 25 | 21 | 4   | 27  |
| 7   | Victoriano Arenas   | 15 | 7  | 5  | 3  | 34 | 23 | 11  | 26  |
| 8   | Defensores Unidos   | 15 | 8  | 2  | 5  | 28 | 20 | 8   | 26  |
| 9   | Ferrocarril Urquiza | 15 | 7  | 1  | 7  | 22 | 26 | -4  | 22  |
| 10  | Puerto Nuevo        | 15 | 5  | 3  | 7  | 24 | 28 | -4  | 18  |
| 11  | Claypole            | 15 | 5  | 2  | 8  | 19 | 28 | -9  | 17  |
| 12  | Centro Español      | 15 | 4  | 1  | 10 | 23 | 39 | -16 | 13  |
| 13  | Yupanqui            | 15 | 3  | 4  | 8  | 12 | 31 | -19 | 13  |
| 14  | Lugano              | 15 | 1  | 5  | 9  | 13 | 40 | -27 | 8   |
| 15  | Muñiz               | 15 | 2  | 1  | 12 | 13 | 35 | -22 | 7   |
| 16  | Deportivo Paraguayo | 15 | 1  | 3  | 11 | 15 | 39 | -24 | 6   |

|  |                                                                  |
|  | Campeón del clausura. Clasificado a la semifinal por el ascenso. |

## Tabla de posiciones general de la temporada
| Pos | Equipo              | PJ | PG | PE | PP | GF | GC | DIF | Pts |
| --- | ------------------- | -- | -- | -- | -- | -- | -- | --- | --- |
| 1   | Villa San Carlos    | 30 | 22 | 5  | 3  | 79 | 25 | 54  | 71  |
| 2   | Acassuso            | 30 | 19 | 9  | 2  | 71 | 24 | 47  | 66  |
| 3   | Fénix               | 30 | 17 | 7  | 6  | 62 | 31 | 31  | 58  |
| 4   | Central Ballester   | 30 | 14 | 8  | 8  | 47 | 29 | 18  | 50  |
| 5   | Victoriano Arenas   | 30 | 14 | 8  | 8  | 57 | 41 | 16  | 50  |
| 6   | Defensores Unidos   | 30 | 14 | 6  | 10 | 60 | 46 | 14  | 48  |
| 7   | Juventud Unida      | 30 | 13 | 9  | 8  | 46 | 44 | 2   | 48  |
| 8   | Sportivo Barracas   | 30 | 14 | 5  | 11 | 63 | 41 | 22  | 47  |
| 9   | Ferrocarril Urquiza | 30 | 13 | 4  | 13 | 37 | 43 | -6  | 43  |
| 10  | Centro Español      | 30 | 11 | 6  | 13 | 50 | 56 | -6  | 39  |
| 11  | Claypole            | 30 | 10 | 7  | 13 | 37 | 43 | -6  | 37  |
| 12  | Puerto Nuevo        | 30 | 9  | 8  | 13 | 42 | 52 | -10 | 35  |
| 13  | Yupanqui            | 30 | 5  | 10 | 15 | 32 | 67 | -35 | 25  |
| 14  | Muñiz               | 30 | 4  | 6  | 20 | 31 | 77 | -46 | 18  |
| 15  | Lugano              | 30 | 3  | 7  | 20 | 23 | 72 | -49 | 16  |
| 16  | Deportivo Paraguayo | 30 | 3  | 5  | 22 | 26 | 72 | -46 | 14  |

|  |                                             |
|  | Clasificados al cuadrangular por el título. |

## Semifinales
Se disputaron a partido único, haciendo de local y teniendo ventaja deportiva los campeones de los torneos apertura y clausura, en detrimento de los clubes clasificados mediante la tabla general.
| 2 de junio de 2001 | Villa San Carlos | 0:0 | Central Ballester | Estadio Jorge Luis Hirschi, La Plata |  |

| 2 de junio de 2001 | Acassuso | 6:4 | Fénix | Estadio José Dellagiovanna, Victoria |  |

## Final
Se disputó a doble partido, haciendo como local en primer lugar el campeón del torneo clausura y en la vuelta el del torneo apertura.
| Acassuso                                                            | 0 - 1 | Villa San Carlos | Chacarita Juniors  | 9 de junio  |
| Villa San Carlos                                                    | 3 - 5 | Acassuso         | Jorge Luis Hirschi | 16 de junio |
| Global: 4 - 5. Acassuso se coronó campeón y ascendió a la Primera C |       |                  |                    |             |

## Tabla de descenso
| Pos | Equipo              | PJ | 1998/99 | 1999/00 | 2000/01 | Pts | Promedio |
| --- | ------------------- | -- | ------- | ------- | ------- | --- | -------- |
| 1º  | Fénix               | 86 | 57      | 66      | 58      | 181 | 2,104    |
| 2º  | Villa San Carlos    | 86 | 58      | 48      | 71      | 177 | 2,058    |
| 3º  | Victoriano Arenas   | 86 | 58      | 30      | 50      | 138 | 1,604    |
| 4º  | Defensores Unidos   | 30 | -       | -       | 48      | 48  | 1,600    |
| 5º  | Juventud Unida      | 58 | -       | 42      | 48      | 90  | 1,551    |
| 6º  | Acassuso            | 86 | 23      | 44      | 65      | 132 | 1,534    |
| 7º  | Claypole            | 86 | 46      | 49      | 37      | 132 | 1,534    |
| 8º  | Sportivo Barracas   | 86 | 44      | 36      | 47      | 127 | 1,476    |
| 9º  | Ferrocarril Urquiza | 30 | -       | -       | 44      | 44  | 1,466    |
| 10º | Central Ballester   | 86 | 23      | 50      | 50      | 123 | 1,430    |
| 11º | Centro Español      | 86 | 31      | 38      | 39      | 108 | 1,255    |
| 12º | Puerto Nuevo        | 86 | 18      | 35      | 35      | 88  | 1,023    |
| 13º | Lugano              | 58 | -       | 35      | 16      | 51  | 0,879    |
| 14º | Yupanqui            | 86 | 22      | 19      | 25      | 66  | 0,767    |
| 15º | Muñiz               | 86 | 24      | 18      | 19      | 61  | 0,709    |
| 16º | Deportivo Paraguayo | 30 | -       | -       | 11      | 11  | 0,366    |

|  | Desafiliado por una temporada. |